# Xã Hollywood, Quận Carver, Minnesota
Xã Hollywood (tiếng Anh: Hollywood Township) là một xã thuộc quận Carver, tiểu bang Minnesota, Hoa Kỳ. Năm 2010, dân số của xã này là 1.041 người.